# Marion (Wisconsin)
Marion è una città degli Stati Uniti d'America, situata in Wisconsin, nella Contea di Waupaca e in parte nella Contea di Shawano.